# 云南大学
云南大学（英語：Yunnan University），简称云大，是一所位于中国云南昆明的综合性大学，建立1922年，由云南省省长唐继尧创办，原称私立东陆大学。1930年，私立东陆大学改为省立东陆大学。1934年，省立东陆大学改称省立云南大学。
1951年，全国高等学校院系调整，云南大学由综合性大学改为文理并重的全国重点大学。1978年后，逐步恢复工科、商科等撤销的科系。1999年，复建云南大学法学院、外国语学院。2011年11月，恢复重建云南大学医学院。2015年12月，云南省电子计算中心并入云南大学。
云南大学是中国一流大学之一，是“双一流B类”和原“211工程”建设大学，入选“中西部高校基础能力建设工程”和“中西部高校综合实力提升工程”。

## 历史沿革

### 私立时期
云南大学的前身为云南都督唐继尧创办的私立东陆大学。1922年12月8日，经云南省长公署批准，私立东陆大学正式成立。校名取自唐继尧之别号“东大陆主人”，校址设在贡院旧址，首任校长为董泽，唐继尧任董事长，王九龄为名誉校长。1923年4月20日，举行开学典礼及主楼会泽院的奠基仪式。:1-8东陆大学筹建时计划设置文法理工医商农七科，但建校之初仅开设了文、理预科各一个班，招收学生120人。1925年，设工科、文科两个本科，工科实际仅设立土木工程系一个系，文科实设政治经济一个系。1927年，增设附属中学。:8-9

### 省立和国立时期
1930年8月，云南省政府主席龙云主持的省务会议做出决议，将私立东陆大学改组为省立东陆大学，隶属省教育厅。1930年，按教育部令，停招预科。1931年，附中移交地方，与私立成德中学合并成立省立第五中学。1931年改科为院，改文科为文学院（下设政治经济系、法律系），改工科为工学院（下设土木工程系、采矿冶金系）。1932年秋，将当年2月成立的省立师范学院并入，成立教育学院（下设教育系、师范专修科）。1933年，文学院增设数理系，更名为文理学院；同年秋招收医学专修科一班。:12-15
1934年，南京国民政府教育部令省教育厅：“云南省立东陆大学，应改称省立云南大学，以符名实”，9月16日，省政府遵令将校名改为省立云南大学。:24:47
1937年6月，龙云聘请数学家熊庆来担任云南大学校长。8月，云南大学由省教育厅改隶省政府:20。8月17日，省政府呈请教育部将省立云南大学改为国立，次月行政院训令批准，定于1938年7月1日起实行。:88-89
熊庆来在任期间，费孝通、楚图南、严济慈、彭桓武等大批著名学者应邀到校执教，中國抗日戰爭时还有不少西南联大学者在此兼职，使学校逐步发展成为国内外影响甚大的综合性大学。至中華人民共和國建國前，云南大学已发展成为一所包括文、法、理、工、农、医等学科在内、规模较大、面向全国招生的高等学府，包括五个学院、18个系、3个专修科和3个研究室。1946年，权威的《简明大不列颠百科全书》把云南大学列为中国十五所世界著名大学之一。

### 院系调整时期

云南大学历史沿革示意图（1922年至今）

1952年开始的高校院系调整，把云南大学的法律、政治等学科，分别并入四川大学、北京航空学院（即现在的北京航空航天大学）、西南政法学院（现名西南政法大学）等高校，农、医、工等学院则先后分离为独立的高校。调整情况如下：
1. 航空专业分别并入四川大学和北京航空学院（即现在的北京航空航天大学）；
2. 法律、政治专业与重庆大学、四川大学等学校的相关专业合并建立西南政法学院（现名西南政法大学）；
3. 土木建筑专业分别并入中南土木工程建筑学院、重庆土木工程建筑学院；
4. 铁道管理专业分别并入北京铁道学院（后北京交通大学）、长沙铁道学院（后中南大学）；
5. 1954年8月，理工学院独立为昆明工学院（后经发展合并为今天的昆明理工大学）；
6. 1956年8月，医学院独立为昆明医学院（今昆明医科大学的前身）；
7. 1958年8月，农学院独立为昆明农林学院（今云南农业大学和西南林业大学的前身）。

1958年高校院系调整完毕后，云南大学仅设文理两科，六个系，并由教育部下放云南省政府管理。

### 改革开放之后
1978年，由于基础学科实力仍然雄厚，云南大学被教育部列为全国88所重点大学之一。二十世纪八十年代，法律等各专业先后恢复招生，云南大学重新进入快速发展的轨道。
1997年，云南大学成为“九五”期间国家“211工程”重点建设的高校之一。

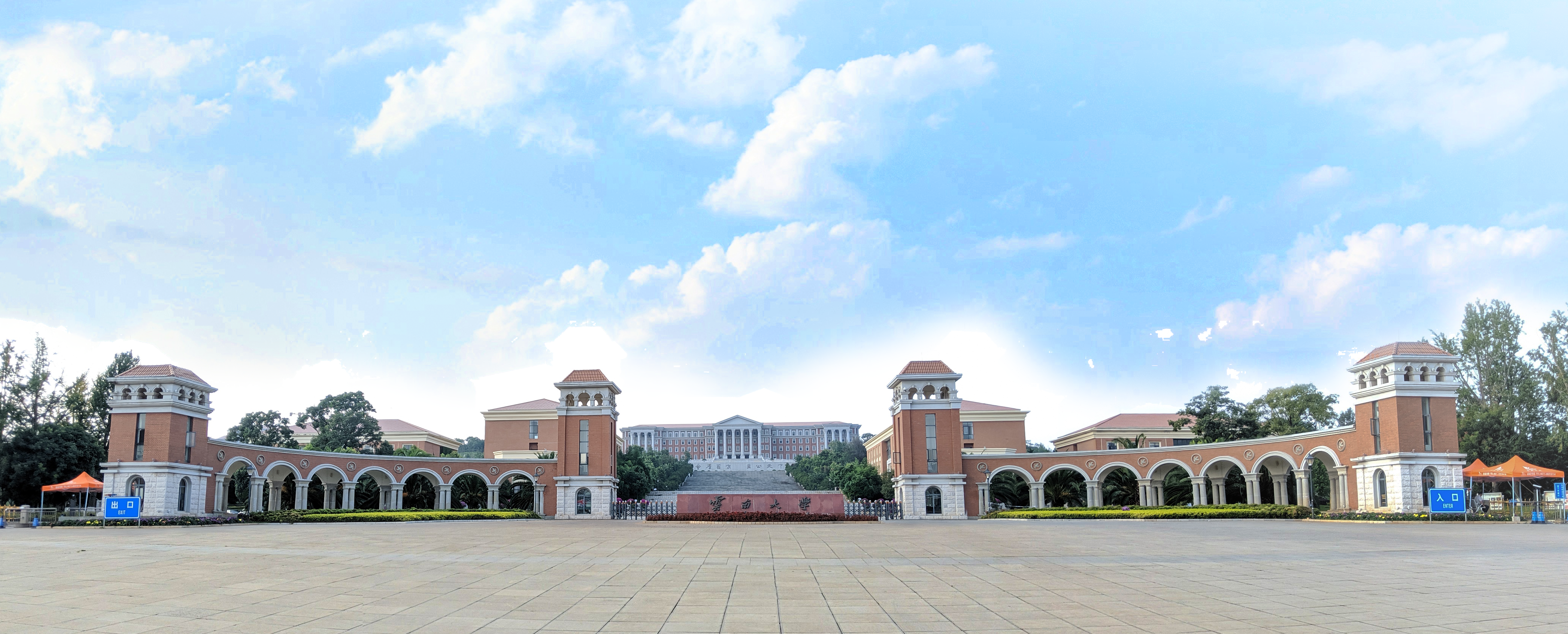
云南大学呈贡校区大门。

1999年云南大学在原有法律系的基础上，合并了云南政法高等专科学校，建立了云南大学法学院。
2004年，云南大学成为省部共建高校。
经过多轮调整，云南大学已成立有17个学院、8个研究院、1个公共课教学部、1个留学生院，另有两所独立学院：云南大学滇池学院和云南大学旅游文化学院（位于丽江）。
2010年8月，云南大学洋浦校区顺利整体搬迁到呈贡校区；9月，呈贡校区作为主校区正式投入使用。
2020年9月，云南省教育厅发布《云南省教育厅关于云南省5所独立学院申请转设为民办普通本科学校的公示》，云南大学滇池学院和云南大学旅游文化学院在列。
2020年9月，云南省第二人民医院（省红会医院）划归云南大学，更名为云南大学附属医院（省第二人民医院、省眼科医院），作为云南大学下属正处级公益二类事业单位。
2021年2月2日，经中华人民共和国教育部批准，原属云南大学管理的独立学院云南大学旅游文化学院脱离该校管理，并转设为民办普通高等学校丽江文化旅游学院，由云南大博文化投资有限公司全资持有。
2022年2月，云南大学入选国家第二轮“双一流”建设高校。

## 发展现状

### 基本情况
云南大学位于云南昆明，拥有两大校区，东陆校区为老校区，坐落于昆明市中心翠湖北侧，拥有大量历史建筑，占地535.84亩；呈贡校区位于昆明呈贡区大学城最南端，占地4016亩。全日制在校本科学生13264人，研究生12000人。
目前呈贡校区本科全日制学生以及研究生入住“梓”“桦”“楠”“楸”四大学生公寓，本科一年级为六人间宿舍配独立卫浴，升入本科二年级以后为四人宿舍配独立卫浴。东陆校区本科全日制学生以及研究生入住东二院、鼎鑫公寓、北院等主要宿舍园区，条件相对较为落后
云南大学设有出版社、附属中学、附属外语学校，并主办《思想战线》、《云南大学学报（自然科学版）》、《云南大学学报（社会科学版）》和《云南大学学报（法学版）》等十余种学术刊物。

### 院系设置
云南大学下设27个学院、14个研究机构、1个公共课教学部及1个附属医院，设有研究生院。

#### 学院设置[17]
| 经济学院(会计学院) | 公共管理学院   | 民族学与社会学学院 | 法学院         | 外国语学院 | 工商管理与旅游管理学院 | 艺术与设计学院         |
| 数学与统计学院     | 物理与天文学院 | 化学科学与工程学院 | 生命科学学院   | 信息学院   | 软件学院               | 资源环境与地球科学学院 |
| 建筑与规划学院     | 国际学院       | 职业与继续教育学院 | 体育学院       | 医学院     | 农学院                 | 大学外语教学部         |
| 马克思主义学院     | 生态与环境学院 | 材料科学与工程学院 | 历史与档案学院 | 新闻学院   | 文学院                 | 昌新国际艺术学院       |

#### 研究机构设置[18]
| 西南边疆少数民族研究中心     | 云南省微生物研究所           | 云南省古生物研究重点实验室   | 发展研究院                 | 云南省地理研究所     | 高等教育研究院           |
| 现代分析测试中心             | 国际关系研究院               | 云南大学廉政研究中心         | 文化发展研究院             | 周边外交研究中心     | 国际河流与生态安全研究院 |
| 自然资源药物化学重点实验室   | 滇西发展研究中心             | 中国特色社会主义理论研究中心 | 生态学与进化生物学实验室   | 能源研究院           | 缅甸研究院               |
| 深时陆地生态研究所           | 东陆书院                     | 非洲研究中心                 | 中国西南天文研究所         | 地球系统科学研究中心 | 民族政治研究院           |
| 云南大学光电工程技术研究中心 | 云南大学光电工程技术研究中心 | 云南生物资源国家重点实验室   | 云南生物资源国家重点实验室 | 云南数字经济研究院   | 云南数字经济研究院       |

#### 国家基地班设置
除此之外，云南大学还设有四个国家基地班。
- 数理基础科学（物理与天文学院 数学与统计学院）
- 生物技术（生命科学学院）
- 生物科学（生命科学学院）
- 历史学（历史与档案学院）

## 学校文化

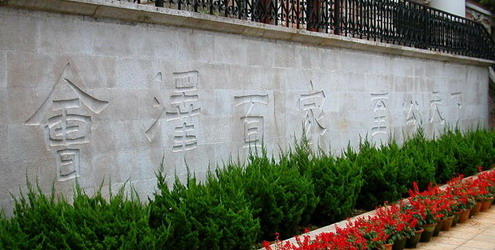
刻于会泽院基座的云大精神“会泽百家 至公天下”，字体为爨体

### 校训
云南大学的校训为“自尊、致知、正义、力行”。该校训为1923年唐继尧订立，他曾为校训解释如下：

- 自尊：志学而立，健以自强。不偏不倚，毋怠毋荒。世方万变，我自抱一。高乃自危，立乃毋踬。
- 致知：子与有言，立乎其大。大者先立，天君自泰。何以致之，在致良知。良知吾心，吾心乃师。
- 正义：履蹈正谊，罔涉回邪。耿介拨俗，尽扫浮夸。廉隅外砺，诗书内华。不折不挠，凛然孔嘉。
- 力行：非知之艰，行之维艰。知行合一，允矣名言。庄敬曰强，同撑大厦，愿持此言，质诸天下。

1938年至1949年国立云南大学时期，云南大学的校训是“诚、正、敏、毅”。1998年云南大学提出“立一等品格，求一等学识，成一等事业”的校训，21世纪以来该校校训回归至“自尊、致知、正义、力行”。

### 校风
云南大学的校风为“高远、务实、勤勉、卓越”。

### 云大精神
云南大学的精神被阐述为“会泽百家、至公天下”，于1997年征集确定。“会泽”源于云南大学的标志性建筑“会泽院”（因云南大学的创办者唐继尧为云南省会泽县人，故名），“至公”源于另一个标志性建筑“至公堂”（古时的云南贡院建筑，也是闻一多“最后一次演讲”的地方）。

### 学校标志
云南大学的校标呈双层圆形。外层为中英文“云南大学”字样，中文为集字毛体。内层为学校标志性建筑会泽院的线描图案，下方有私立东陆大学正式开学的年份“1923”。

### 校歌
《云南大学校歌》作于1938年8月，由时任校长熊庆来作词，赵元任作曲。歌词为：
太华巍巍，拔海千寻；

滇池淼淼，万山为襟。

卓哉吾校，其与同高深。

北极低悬赤道近，

节候宜物复宜人。

四时读书好，

探研境界更无垠。

努力求新，以作我民；

努力求真，文明允臻。

以作我民，文明允臻。

## 知名校友
（包括曾在云南大学任教的教员）
- 赵忠尧：物理学家
- 熊庆来：数学家
- 钱穆：历史学家
- 费孝通：社会学家
- 顾颉刚：文学家
- 楚图南：教育家，翻译家
- 吴文藻：社会学家
- 刘文典：国学大师，庄子研究专家
- 冯友兰：哲学家
- 潘光旦：社会学家
- 施蛰存：作家
- 白寿彝：历史学家
- 吕叔湘：语言学家
- 华罗庚：数学家
- 严济慈：物理学家
- 陈省身：数学家
- 李广田：文学家，诗人，教育家
- 彭桓武：物理学家
- 方国瑜：历史学家，纳西文化之父
- 钱令希：力学家
- 于坚：诗人
- 吴文光：独立纪录片工作者
- 陈庆德：人类学家，中国经济人类学的开创者
- 田成有：法律学者
- 何道峰：公益名人
- 徐中起：法律学者
- 林耀华：社会学家
- 胡永康：石油专家，中国工程院院士

## 历任校长
- 唐继尧：东陆大学创办人。
- 董泽：首任校长，于1922年—1930年间任职。
- 华秀升：第二任校长，于1930年—1932年间任职。
- 何瑶：第三任校长，于1932年—1937年间任职。
- 熊庆来：第四任校长，于1937年—1949年间任职。
- 秦瓒：第五任校长（职务名称为临时校务委员会主任委员），于1950年—1951年间任职。
- 周保中：第六任校长，于1951年—1957年间任职。
- 李广田：第七任校长，于1957年—1960年间任职。
- 高治国：第八任校长，于1960年—1964年间任职。
- 胡泮生：第九任校长，于1964年—1977年间任职。
- 刘披云：第十任校长，于1978年—1979年间任职。
- 赵季：第十一任校长，于1980年—1983年间任职。
- 杨光俊：第十二任校长，于1983年—1992年间任职。
- 王学仁：第十三任校长，于1992年—1996年间任职。
- 朱维华：第十四任校长，于1996年—2001年间任职。
- 吴松：第十五任校长，于2001年—2007年间任职。
- 何天淳：第十六任校长，于2007年—2013年间任职。
- 林文勋：第十七任校长，于2013年—2019年间任职。
- 方精云：第十八任校长，于2019年—2024年间任职[32][33]。